# Campanula chevalieri
Campanula chevalieri là loài thực vật có hoa trong họ Hoa chuông. Loài này được Sennen mô tả khoa học đầu tiên năm 1927.